# Wax Vesta Tändsticksfabrik
Wax Vesta Tändsticksfabrik var en brittiskägd tändstickstillverkare i Kallebäck i Göteborg, som grundades omkring 1902 som AB London Wax Vesta Company Ltd. Fabriken tillverkade tändstickor av typen vesta för export till Storbritannien under varumärket Salmon & Gluckstein, vilket från 1902 genom företagsköp ägdes av Imperial Tobacco.
Brittiska intressenter kontaktade 1902 fabrikören Eric Holmberg (född 1844) på Södertelje Tändsticksfabrik, som då fortfarande låg enbart i Södertälje, för att starta en tändsticksfabrik i Sverige för att tillverka fosfortändstickor för export till Storbritannien. Han avstod, men hans son Harald Holmberg åtog sig i stället att genomföra detta projekt. Ett svenskt bolag grundades 1903 och en fabrik byggdes vid Mölndalsvägen i Kallebäck i Göteborg, nära Almedals järnvägsstation och den tomt, där också något år senare Göteborgs Tändsticksfabrik uppfördes. 
År 1906 utbröt en långvarig strejk, varefter bolagstämman 1907 beslöt att lägga ner verksamheten.
J. Dahlander & Co tapetfabriks AB flyttade 1908 in i Wax Vestas tidigare fabrikslokaler.